# Hedge End
Hedge End is een civil parish in het bestuurlijke gebied Eastleigh, in het Engelse graafschap Hampshire.

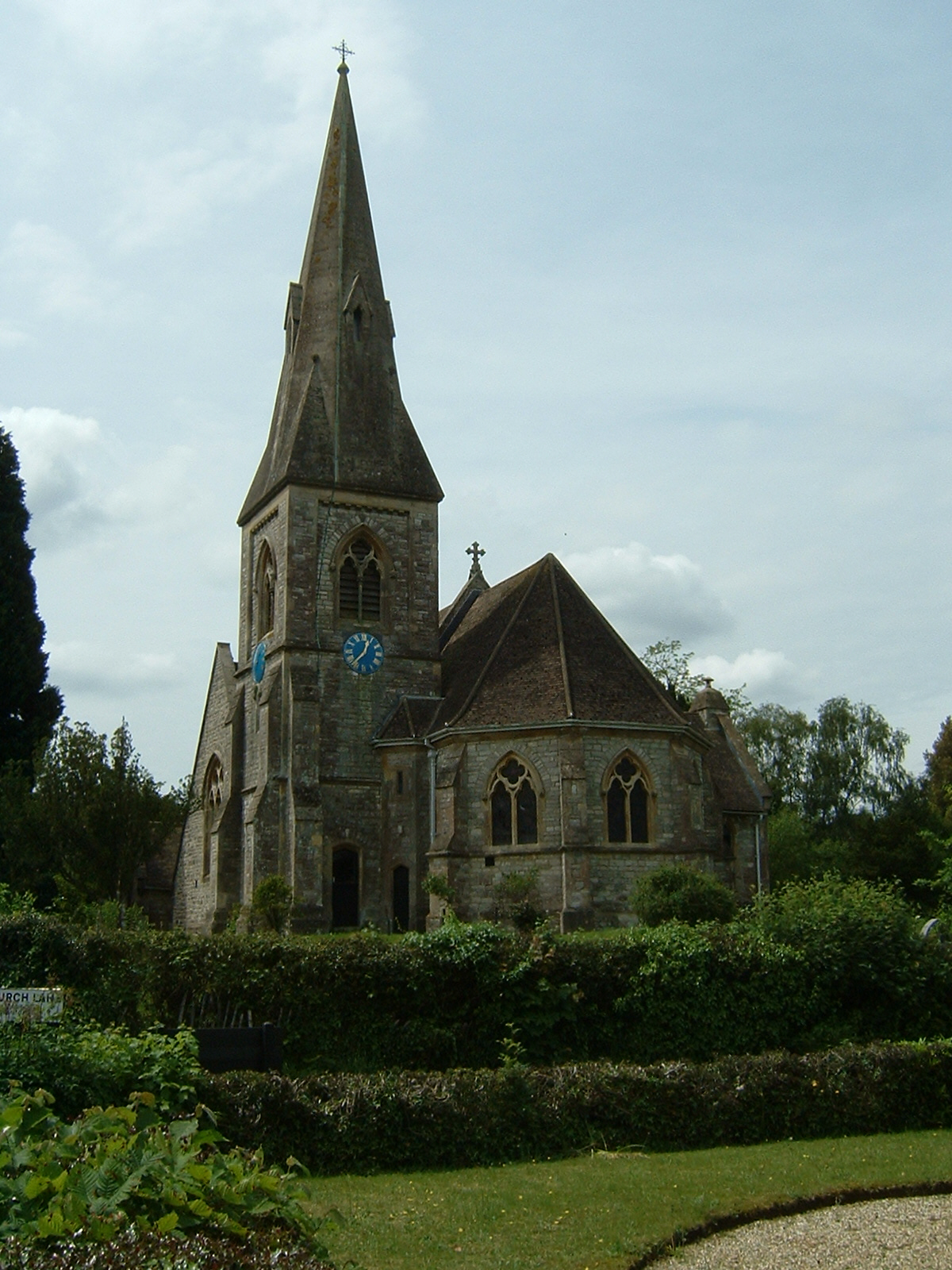
Kerk van St John
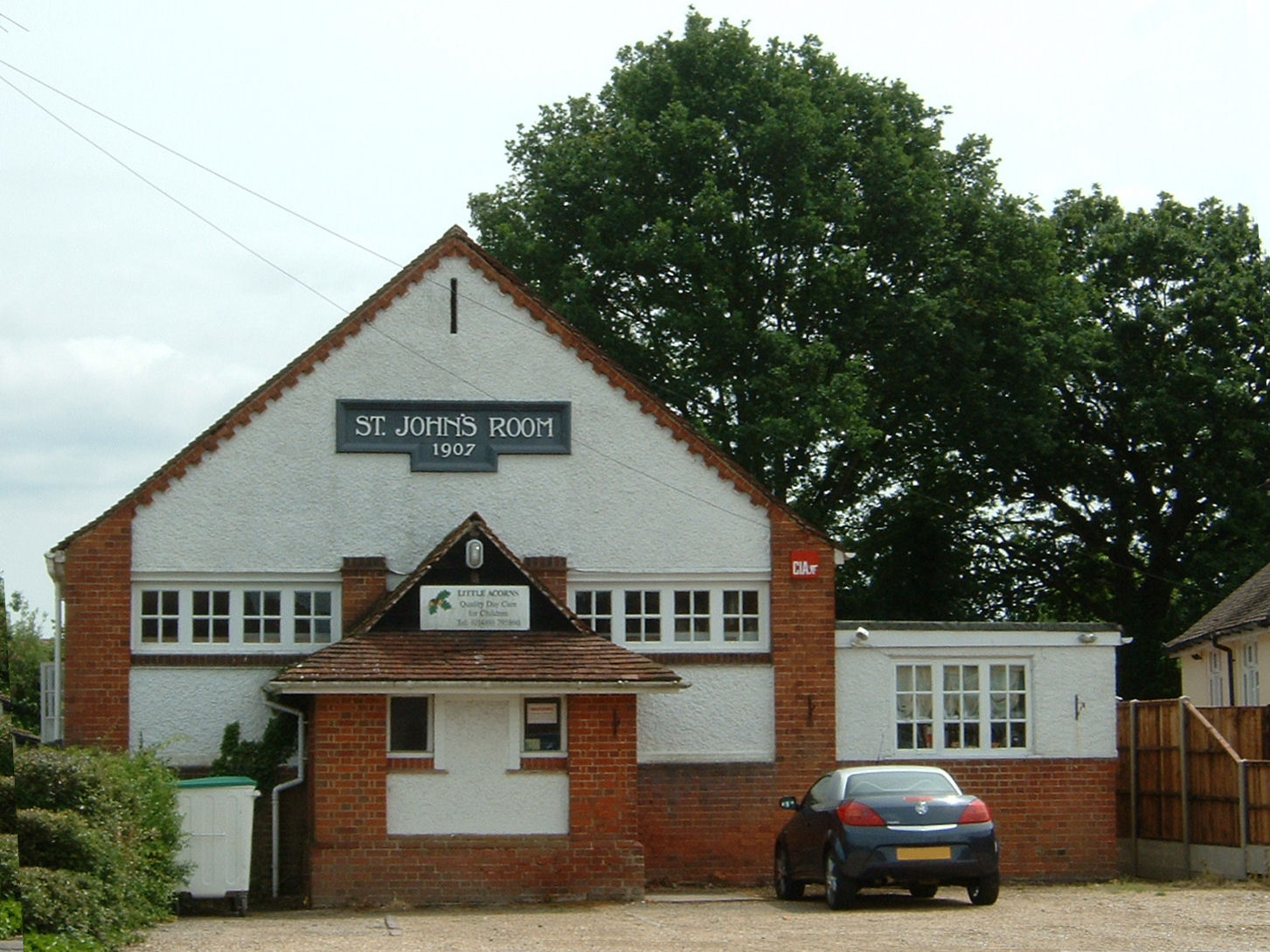
St John's Hall
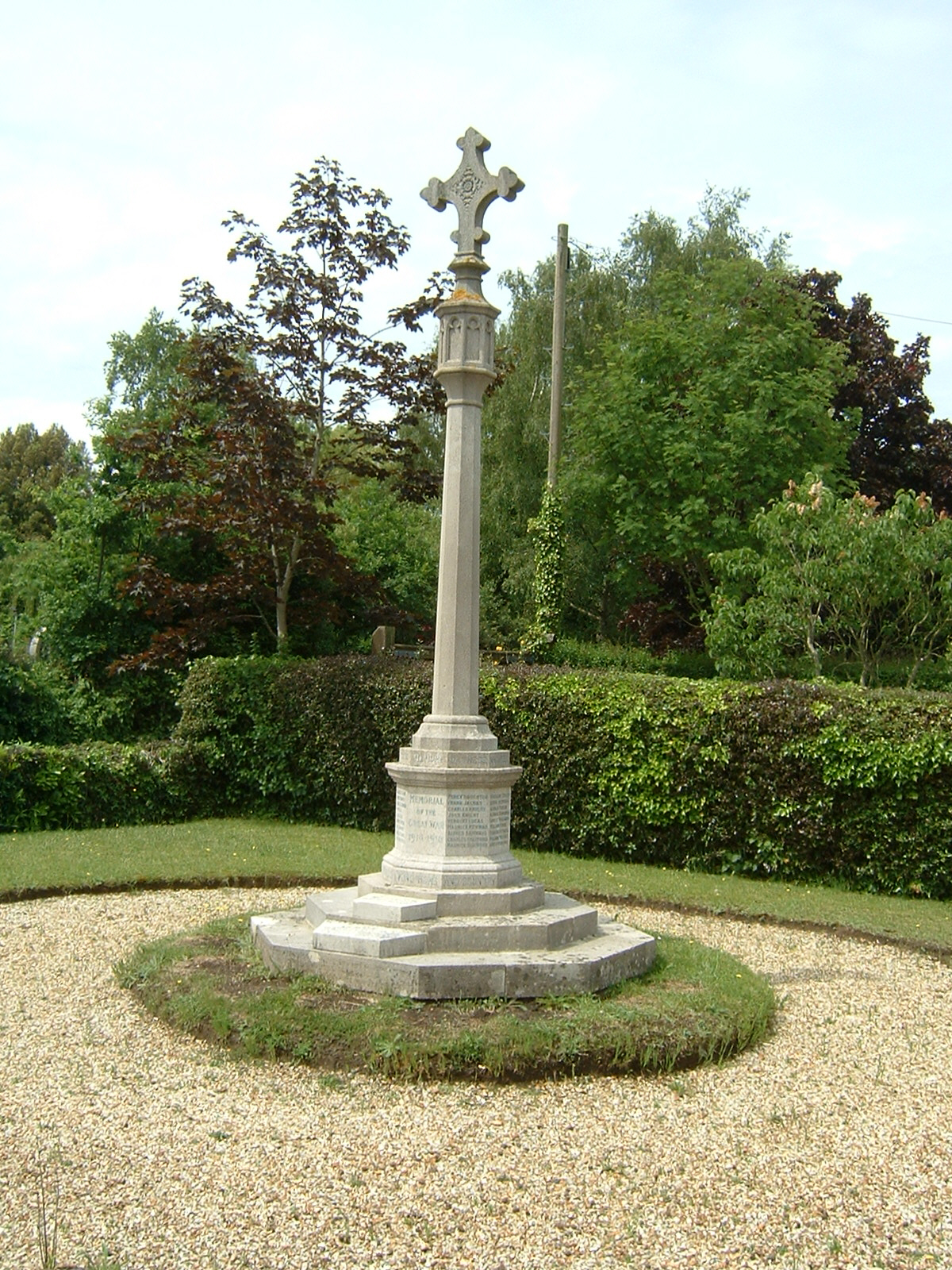
Oorlogsmonument